# 马绍纳兰

津巴布韦地图，紅色區域為马绍纳兰

马绍纳兰是位於辛巴威北部的一个地区。津巴布韦近一半的人口在當地居住。哈拉雷是马绍纳兰最大的城市，其次是奇通圭扎。
目前马绍纳兰分为四个省：
- 西馬紹納蘭省
- 中馬紹納蘭省
- 東馬紹納蘭省
- 哈拉雷省